# The Scheme of Shiftless Sam Smith
The Scheme of Shiftless Sam Smith è un cortometraggio muto del 1913 prodotto dalla Kalem e diretto da Pat Hartigan.

## Trama
Trama in (EN)  di Moving Picture World  su IMDb

## Produzione
Il film, prodotto dalla Kalem Company, fu girato in California, a Santa Monica.

## Distribuzione
Distribuito dalla General Film Company, il film - un cortometraggio di 150 metri - uscì nelle sale cinematografiche statunitensi il 9 giugno 1913. Nelle proiezioni, veniva programmato con il sistema dello split reel, accorpato in un'unica bobina con un altro cortometraggio prodotto dalla Kalem, la commedia The Rube and the Boob.